# Coyotes (FAA)

Coyotes Football Americano es un equipo de juveniles de la Liga Argentina de Football Americano. Junto con Aztecas y Yacarés, todos los años disputan la supremacía en la categoría Juveniles. El equipo entrena los sábados en el club Champagnat, donde también se disputan los partidos.

## Plantel 2010
5	Ivany, Azariel
7	Heguilein, Agustín
10	Ustimczuk, Iván
11	Urreta, Leandro
16	Vota Föllgraf, Juan Pablo
21	Carrabs, Ivo
22	Fogo, Tobias
23	Sincich, Ignacio
25	Giannini, Leandro
29	Garnique, Omar
52	Carrizo, Gaston
66	Gabrielli, Diego
80	Sánchez, Agustín
81	Cartagena, Santiago
84	Greco, Lucas
88	Ponce de León, Juan
99	Viecenz, Joaquin

## Plantel 2012
5	Motta, Federico
7	Heguilein, Agustín
10 	Caferatta, Nicolás
16 	Füllgraf, Jan
22	Fogo, Tobías
33	Lopardo, Emanuel
52	Ustimczuk, Iván
55	Carrizo, Gastón
75	Garcia Novak, Leandro
80	Nevado, Lucas
81	Garay, Oscar
84	Greco, Lucas
99	Noodt Molins, Fernando A.
15    Eliu Emanuel Rios

## Plantel 2013
5     Motta, Federico
7     Heguilein, Agustín
10    Caferatta, Nicolás
11    Garay, Oscar
16    Mejia, Alfonso
29    Garnique, Omar
33    Ustimczuk, Tomas
62    Di Pace, Lautaro
72    Lawler, Alejandro
81    Greco, Lucas
87    Silguero, Ramiro
88    Alfie, Joaquin
99    Noodt Molins, Fernando A.